# Göteborgs FF
Göteborgs Fotbollsförening ist ein schwedischer Fußballverein. Der Klub trat insbesondere in der Frühzeit des schwedischen Fußballs überregional in Erscheinung und spielte in den 1940er Jahren zwei Spielzeiten in der zweiten Liga.

## Geschichte

### Gründung und zweimal Vizemeister
Auf Betreiben von Wilhelm Friberg gründete sich am 20. August 1897 der Göteborgs FF. Die Mannschaft war insbesondere als Gegner von Örgryte IS, dem seinerzeit führenden Göteborger Fußballverein, an dessen Gründung Friberg ebenfalls beteiligt war, gedacht, da seinerzeit nur wenige Mannschaften existierten, die nach den Assoziationsfußball-Regeln spielten. 1899 nahm die Mannschaft an der vom Svenska Idrottsförbundet veranstalteten Svenska Mästerskapet teil. Das neben Leichtathletik- und Turnwettbewerben stattfindende Fußballspiel verlor sie gegen Örgryte IS durch eine 0:4-Niederlage und wurde somit schwedischer Vizemeister. Drei Jahre später nahm man erstmals an einem Ligaspielbetrieb teil, als in Göteborg eine Meisterschaft mit Örgryte IS, der mit vier verschiedenen Mannschaften antrat, GFF und Gårda SK entstand. 1903 partizipierte der Klub erneut an der schwedischen Meisterschaft, die dieses Mal mit vier Mannschaften ausgetragen wurde. Nach einem 5:1-Erfolg über Krokslätt IK gelang der Finaleinzug, in dem sich die Mannschaft dem Lokalrivalen Göteborgs IF nach einer 2:5-Niederlage geschlagen geben musste.
1910 gewann Göteborgs FF mit der Regionalmeisterschaft den ersten Titel. Im selben Jahr gehörte die Mannschaft zu den Gründungsmitgliedern der Svenska Serien, der ersten überregionalen Liga Schwedens. Mit fünf Siegen in 14 Spielen beendete der Klub den Wettbewerb als Fünfter. Im folgenden Jahr wurde die Svenska Serien vom frühzeitigen Ausstieg von Vikingarnas FK und IFK Eskilstuna überschattet, die den Spielplan durcheinanderbrachte. Am Ende der Spielzeit schied die Göteborgs FF aus dem Wettbewerb aus und spielte nur noch auf regionaler Ebene. Aufgrund der starken Bindung zu Örgryte IS kamen Fusionspläne auf, die jedoch verworfen wurden.

### Krisenjahre
Göteborgs FF zog sich in der Folge vom Ligabetrieb zurück. Der Verein sorgte in der Folge nur noch durch seine jährlich ausgetragenen Pokalwettbewerbe für Jugendmannschaften für Aufsehen. Zwischen 1924 und 1926 veranstaltete der Klub zudem Pokalwettbewerbe für Männermannschaften.
1927 meldete sich Göteborgs FF im regulären Spielbetrieb zurück und trat in der unterklassigen Göteborgsserien an. Da jedoch eine hohe Fluktuation an Spielern stattfand, blieb der Klub erfolglos. Nachdem der Klub 1929 aufgrund Spielermangels zu zwei Begegnungen nicht antrat, wurde er vom Spielbetrieb ausgeschlossen. Da zudem aufgrund der Wirtschaftskrise etliche Mitglieder ihre Beiträge nicht zahlten, stand der Verein kurz vor der Auflösung. Er konnte sich jedoch konsolidieren, wenngleich anfangs weiterhin nur Plätze am Tabellenende belegt werden konnten.

### Zwischen vierter und zweiter Liga
In der Spielzeit 1932/33 kehrte Göteborgs FF in die Erfolgsspur zurück und schaffte den Staffelsieg, verpasste jedoch den Aufstieg in der Aufstiegsrunde. In den folgenden Jahren belegte die Mannschaft Mittelfeldplätze in der vierten Liga. 1942 gelang der Aufstieg in die dritte Liga. Nach einem siebten Platz im ersten Jahr in der Staffel Västsvenska Södra griff die Mannschaft ins Aufstiegsrennen ein. Nach der Vizemeisterschaft hinter Jonsereds IF 1944 gelang 1945 der Staffelsieg. In den Aufstiegsspielen besiegte der Klub Trollhättans IF im notwendig gewordenen Entscheidungsspiel in Borås.
Göteborgs FF spielte in der zweiten Liga gegen den Abstieg. Nachdem im ersten Jahr mit einem Punkt Vorsprung auf IFK Tidaholm die Klasse gehalten wurde, beendete die Mannschaft im Folgejahr die Spielzeit auf einem Abstiegsplatz und wurde anschließend in die Viertklassigkeit durchgereicht. 1953 gelang der Mannschaft die Rückkehr in die Drittklassigkeit. Dort etablierte sich der Klub im mittleren Tabellenbereich, ehe er 1958 erneut absteigen musste. In den folgenden Jahren wechselte er unregelmäßig zwischen drittem und viertem Spielniveau, bis sie 1970 in die Fünftklassigkeit abrutschte. Nach dem Wiederaufstieg gelang ihm 1973 die Rückkehr in die dritte Liga, in der er bis zum erneuten Abstieg 1983 spielte.

### Im unterklassigen Ligabereich
Göteborgs FF spielte fortan im unterklassigen Ligabereich. Nach einer Stippvisite in der vierten Liga Ende der 1980er Jahre rutschte der Klub 1998 in die Sechstklassigkeit, später in die Siebtklassigkeit ab. 2009 gelang mit 13 Siegen in 20 Saisonspielen als Meister der Staffel 5 B Göteborg die Rückkehr ins sechste Spielniveau.